# HKT48のごぼてん!
『HKT48のごぼてん!』（エイチケーティーフォーティーエイトのごぼてん）は、テレビ西日本（TNC）で2014年5月24日から2016年3月27日まで放送されていたバラエティ番組である。

## 概要
HKT48のメンバーが九州の人と触れ合い、盛り上げて元気にすることで「ごぼ天うどん」の様に誰にでも愛されるアイドルを目指す。
2015年10月放送より番組内容がリニューアルし、ロケ企画がメインの番組に移行した。

## 出演者

### レギュラー
| HKT48     | メンバー （所属状況は番組終了時） |
| --------- | --- |
| チームH   | 秋吉優花、穴井千尋、井上由莉耶、上野遥、岡本尚子、神志那結衣、兒玉遥、駒田京伽、坂口理子、 指原莉乃、田中菜津美、田中美久、田島芽瑠、松岡菜摘、矢吹奈子、山田麻莉奈、山本茉央、若田部遥 |
| チームKIV | 今田美奈、岩花詩乃、植木南央、多田愛佳、岡田栞奈、熊沢世莉奈、下野由貴、田中優香、 冨吉明日香、朝長美桜、渕上舞、宮脇咲良、村重杏奈、本村碧唯、森保まどか                               |
| 研究生    | 荒巻美咲、栗原紗英、坂本愛玲菜、外薗葉月、松岡はな、村川緋杏、山内祐奈、山下エミリー |

- パラシュート部隊 - メインMC
  - 斉藤優
  - 矢野ペペ
- 山口たかし（EE男） - リポーター（2015年9月まで）
- 阿部哲陽（レモンティー） - リポーター（2015年9月まで）

### スタジオゲスト
- 堀内健（ネプチューン）(2014年5月24日、5月31日)
- 澤部佑（ハライチ）(2014年7月12日、7月19日)
- 加藤歩（ザブングル）(2014年8月23日、8月30日)
- チャンカワイ（Wエンジン）(2014年10月18日、10月25日)
- バービー（フォーリンラブ）(2014年12月6日、13日)
- 丸山弥生（日本メンタルヘルス協会講師） - 心理カウンセラー[注 2](2015年2月7日、2月28日)
- トップリード(2015年2月7日)
- レッド吉田（TIM）(2015年4月5日、4月12日)

### 過去の出演者
- HKT48
  - チームH：梅本泉
  - チームKIV：後藤泉、草場愛、伊藤来笑
- 山口たかし（EE男） - リポーター（2015年9月まで準レギュラー）
- 阿部哲陽（レモンティー） - リポーター（2015年9月まで準レギュラー）
- 丸山弥生（日本メンタルヘルス協会講師） - 心理カウンセラー[注 3](2015年2月7日、2月28日)

## 放送時間
- 2014年5月24日 - 2015年3月28日
  - 土曜 12:00 - 12:30
- 2015年4月5日 - 2016年3月27日
  - 日曜 12:00 - 12:30

## コーナー
愛されセンター決めちゃってん!
学校・会社で愛されている人や物を探し、様々な分野の「愛されセンター」（一番愛されているもの）を決めるコーナー。
クイズ? 三面記事
実際に新聞に掲載されたユニークな記事をクイズ形式で出題するコーナー。
マジ1回やってみてん
ネットや巷でうわさになっている裏技の真相を探り、やってみる価値があるかどうかをスタジオで検証するコーナー。
gobozon
なかなか手が出せない世の中に溢れるユニークな商品を取り寄せてみんなで遊ぶコーナー。Amazon.co.jpのロゴを模したフォントやロゴデザインが使用されている。
嘘つき当てちゃってん!
メンバーの中でウソの演技をしている人を見抜けるかを当てるコーナー。
あなたのハートに触れたい! ごぼてん! 心理学
簡単な心理テストでメンバーの本音を丸裸にし、一番腹黒いメンバーを決めるコーナー。
12秒チャレンジ動画送っちゃってん!
人間は12秒で何が出来るのか、視聴者から募集するコーナー。
さしのうどん
指原莉乃がメンバーの悩みを「ごぼ天うどん」を作りながら答えるコーナー。
九州 愛されセンター決めちゃってん!
ターゲットを学校・企業単位から九州の特定市町村全体に広げ、その街の様々な「愛されセンター」を訪ねるコーナー。

## 放送日程
| 2014年5月24日 - 2015年3月28日（土曜放送分） | 2014年5月24日 - 2015年3月28日（土曜放送分） | 2014年5月24日 - 2015年3月28日（土曜放送分）     | 2014年5月24日 - 2015年3月28日（土曜放送分）                                    | 2014年5月24日 - 2015年3月28日（土曜放送分）                                    | 2014年5月24日 - 2015年3月28日（土曜放送分）                                    | 2014年5月24日 - 2015年3月28日（土曜放送分） |
| 回                                          | 放送日                                      | スタジオ出演メンバー                            | 愛されセンター決めちゃってん！訪問先                                           | 訪問メンバー                                                                   | スタジオ企画                                                                   | さしのうどん                                |
| ------------------------------------------- | ------------------------------------------- | ----------------------------------------------- | ------------------------------------------------------------------------------ | ------------------------------------------------------------------------------ | ------------------------------------------------------------------------------ | ------------------------------------------- |
| 1                                           | 2014年 5月24日                              | 兒玉、指原、田中美、矢吹 宮脇、本村、森保       | 学校法人福岡工業大学 福岡工業大学附属城東高等学校                              | 渕上、本村 森保                                                                | 三面記事                                                                       | 兒玉                                        |
| 2                                           | 5月31日                                     | 兒玉、指原、田中美、松岡菜 矢吹、多田、宮脇     | 株式会社 関家具                                                                | 朝長、宮脇                                                                     | マジ1回                                                                        | 田中美                                      |
| 3                                           | 6月7日                                      | 指原、田中菜、田中美 松岡菜、矢吹、多田、宮脇   | 学校法人福原学園 自由ケ丘高等学校                                              | 坂口、植木                                                                     | 三面記事                                                                       | 矢吹                                        |
| 4                                           | 6月14日                                     | 兒玉、指原、田中菜、松岡菜 多田、本村、森保     | 学校法人筑紫女学園 筑紫女学園高等学校                                          | 兒玉、若田部                                                                   | マジ1回                                                                        | 宮脇                                        |
| 5                                           | 6月21日                                     | 兒玉、田島、田中菜、田中美 矢吹、朝長、宮脇     | 有限会社 友田商会                                                              | 兒玉、山田                                                                     | 三面記事                                                                       | 本村                                        |
| 6                                           | 6月28日                                     | 兒玉、田島、田中美、松岡菜 矢吹、宮脇、本村     | 学校法人筑紫台学園 筑紫台高等学校                                              | 後藤、冨吉                                                                     | マジ1回                                                                        | 多田                                        |
| 7                                           | 7月5日                                      | 兒玉、田中菜、植木、朝長 渕上、宮脇、本村       | マルソー産業株式会社                                                           | 渕上、村重                                                                     | 三面記事                                                                       | 朝長                                        |
| 8                                           | 7月12日                                     | 穴井、指原、田島、田中美 矢吹、本村、森保       | 株式会社ムーンスター                                                           | 本村、森保                                                                     | マジ1回                                                                        | 穴井                                        |
| 9                                           | 7月19日                                     | 指原、田島、田中美、矢吹 山本、植木、朝長       | 福岡県立八女農業高等学校                                                       | 山本、植木                                                                     | 三面記事                                                                       | 田島                                        |
| 10                                          | 7月26日                                     | 植木、多田、冨吉、朝長 渕上、本村、森保         | 日本オムニグロー株式会社                                                       | 神志那 松岡菜                                                                  | マジ1回                                                                        | 神志那                                      |
| 11                                          | 8月9日                                      | 秋吉、指原、田中菜、若田部 多田、宮脇、本村     | 学校法人中村学園 中村学園女子中学校・高等学校                                  | 穴井、松岡菜                                                                   | 三面記事                                                                       | 若田部                                      |
| 12                                          | 8月16日                                     | 秋吉、坂口、指原、田中菜 多田、宮脇、本村       | 福岡県立福岡中央高等学校                                                       | 多田、朝長                                                                     | マジ1回                                                                        | 坂口                                        |
| 13                                          | 8月23日                                     | 秋吉、田島、田中菜、朝長 松岡菜、宮脇、森保     | 福岡市動物園                                                                   | 穴井、冨吉                                                                     | 三面記事                                                                       | 秋吉                                        |
| 14                                          | 8月30日                                     | 田島、田中菜、田中美、矢吹 山本、朝長、宮脇     | 学校法人川島学園 福岡舞鶴高等学校                                              | 山本、渕上                                                                     | マジ1回                                                                        | 荒巻                                        |
| 15                                          | 9月6日                                      | 秋吉、田中菜、田中美 松岡菜、矢吹、植木、本村   | かしいかえんシルバニアガーデン                                                 | 秋吉、田中菜                                                                   | 三面記事                                                                       | 田中菜                                      |
| 16                                          | 9月13日                                     | 秋吉、神志那、田中菜 田中美、松岡菜、矢吹、植木 | 学校法人大牟田学園 大牟田高等学校                                              | 後藤、冨吉                                                                     | マジ1回                                                                        | 山本                                        |
| 17                                          | 9月20日                                     | 指原、田島、田中美、松岡菜 矢吹、多田、宮脇     | 平成筑豊鉄道株式会社                                                           | 植木、下野                                                                     | 三面記事                                                                       | 冨吉                                        |
| 18                                          | 9月27日                                     | 穴井、指原、田島、松岡菜 多田、宮脇、本村       | 学校法人折尾愛真学園 折尾愛真高等学校                                          | 熊沢、本村                                                                     | マジ1回                                                                        | 松岡菜                                      |
| 19                                          | 10月4日                                     | 穴井、兒玉、田島、田中菜 松岡菜、山本、朝長     | チョコレートショップ                                                           | 穴井、田島                                                                     | 三面記事                                                                       | 栗原                                        |
| 20                                          | 10月11日                                    | 秋吉、穴井、兒玉、田島 田中菜、松岡菜、朝長     | 学校法人美萩野学園 美萩野女子高等学校                                          | 秋吉、朝長                                                                     | マジ1回                                                                        | 梅本                                        |
| 21                                          | 10月18日                                    | 田島、田中菜、田中美、矢吹 植木、朝長、宮脇     | 学校法人沖学園 沖学園高等学校                                                  | 植木、本村                                                                     | 三面記事                                                                       | 植木                                        |
| 22                                          | 10月25日                                    | 秋吉、穴井、田島、田中菜 松岡菜、朝長、宮脇     | 学校法人柳商学園 柳川高等学校                                                  | 岡本、若田部                                                                   | マジ1回                                                                        | 後藤                                        |
| 23                                          | 11月1日                                     | 穴井、兒玉、山本、植木 渕上、宮脇、荒巻         | 学校法人九州電機工業学園 希望が丘高等学校                                      | 冨吉、渕上                                                                     | マジ1回                                                                        | -                                           |
| 24                                          | 11月8日                                     | 秋吉、穴井、兒玉、山本 植木、渕上、宮脇         | 学校法人大和学園 大和青藍高等学校                                              | 後藤、渕上                                                                     | gobozon                                                                        | -                                           |
| 25                                          | 11月15日                                    | 秋吉、田島、山本、植木 本村、森保、山内         | 学校法人九州中村高等学園 九州産業大学付属九州高等学校                          | 穴井、兒玉                                                                     | マジ1回                                                                        | 草場                                        |
| 26                                          | 11月22日                                    | 田島、田中美、矢吹、山本 植木、本村、森保       | 国立高等専門学校機構 有明工業高等専門学校                                      | 山本、宮脇                                                                     | gobozon                                                                        | 田中菜                                      |
| 27                                          | 11月29日                                    | 指原、田島、田中菜、田中美 矢吹、朝長、宮脇     | 福岡県立ありあけ新世高等学校                                                   | 本村、森保                                                                     | 三面記事                                                                       | 坂本                                        |
| 28                                          | 12月6日                                     | 指原、田島、田中美、矢吹 山本、朝長、宮脇       | 学校法人博多学園 博多高等学校                                                  | 植木、本村                                                                     | マジ1回                                                                        | 田中優                                      |
| 29                                          | 12月13日                                    | 指原、田島、田中菜、松岡菜 朝長、宮脇、荒巻     | 学校法人久留米工業大学 祐誠高等学校                                            | 後藤、渕上                                                                     | gobozon                                                                        | 山田                                        |
| 30                                          | 12月20日                                    | 穴井、田中菜、田中美 松岡菜、矢吹、植木、本村   | 2014年最後のごぼてん!は最強の名場面集 珍プレー続出!HKT48名場面集 未公開映像も! | 2014年最後のごぼてん!は最強の名場面集 珍プレー続出!HKT48名場面集 未公開映像も! | 2014年最後のごぼてん!は最強の名場面集 珍プレー続出!HKT48名場面集 未公開映像も! | -                                           |
| 31                                          | 2015年 1月10日                              | 穴井、田中菜、田中美 松岡菜、矢吹、植木、本村   | 学校法人久留米学園 久留米学園高等学校                                          | 若田部、村重                                                                   | gobozon                                                                        | 今田                                        |
| 32                                          | 1月17日                                     | 田中菜、田中美、松岡菜 矢吹、山本、渕上、本村   | 学校法人東筑紫学園 東筑紫学園高等学校                                          | 松岡菜、駒田                                                                   | マジ1回                                                                        | 伊藤                                        |
| 33                                          | 1月24日                                     | 兒玉、田島、田中菜、植木 朝長、村重、本村       | 学校法人明光学園 明光学園高等学校                                              | 今田、冨吉                                                                     | 嘘つき                                                                         | 山内                                        |
| 34                                          | 1月31日                                     | 兒玉、田島、田中菜、田中美 矢吹、朝長、村重     | 福岡県立香椎高等学校                                                           | 坂口、渕上                                                                     | gobozon                                                                        | 渕上                                        |
| 35                                          | 2月7日                                      | 指原、田島、田中菜 朝長、本村、森保             | 学校法人九州国際大学 九州国際大学付属高等学校                                  | 兒玉、朝長                                                                     | 心理学                                                                         | 外薗                                        |
| 36                                          | 2月14日                                     | 穴井、指原、田島、田中菜 田中美、矢吹、山本     | 学校法人精華学園 精華女子高等学校                                              | 穴井、松岡菜                                                                   | gobozon                                                                        | 森保                                        |
| 37                                          | 2月21日                                     | 穴井、指原、田島、後藤 朝長、本村、森保         | 福岡市立福岡女子高等学校                                                       | 神志那、後藤                                                                   | 嘘つき                                                                         | 上野                                        |
| 38                                          | 2月28日                                     | 秋吉、田中菜、植木、多田 冨吉、村重、本村       | 福岡県立久留米筑水高等学校                                                     | 下野、村重                                                                     | 心理学                                                                         | 熊沢                                        |
| 39                                          | 3月7日                                      | 田中美、矢吹、植木、多田 冨吉、村重、本村       | 国立高等専門学校機構 久留米工業高等専門学校                                    | 兒玉、冨吉                                                                     | gobozon                                                                        | 下野                                        |
| 40                                          | 3月14日                                     | 田島、田中菜、松岡菜、山本 植木、多田、村重     | 学校法人常磐学園 常磐高等学校                                                  | 山本、植木                                                                     | 嘘つき                                                                         | 井上                                        |
| 41                                          | 3月21日                                     | 穴井、田島、田中菜、多田 冨吉、朝長、荒巻       | 学校法人福岡女学院 福岡女学院高等学校                                          | 若田部、朝長                                                                   | gobozon                                                                        | -                                           |
| 42                                          | 3月28日                                     | 秋吉、駒田、田島、田中菜 冨吉、朝長、渕上       | 福岡県立水産高等学校                                                           | 後藤、朝長                                                                     | マジ1回                                                                        | -                                           |

| 2015年4月5日 - 2015年9月27日（日曜放送分 － リニューアル前） | 2015年4月5日 - 2015年9月27日（日曜放送分 － リニューアル前） | 2015年4月5日 - 2015年9月27日（日曜放送分 － リニューアル前）                 | 2015年4月5日 - 2015年9月27日（日曜放送分 － リニューアル前）                 | 2015年4月5日 - 2015年9月27日（日曜放送分 － リニューアル前） | 2015年4月5日 - 2015年9月27日（日曜放送分 － リニューアル前） |
| 回                                                           | 放送日                                                       | スタジオ出演メンバー                                                         | 愛されセンター決めちゃってん！訪問先                                         | 訪問メンバー                                                 | スタジオ企画                                                 |
| ------------------------------------------------------------ | ------------------------------------------------------------ | ---------------------------------------------------------------------------- | ---------------------------------------------------------------------------- | ------------------------------------------------------------ | ------------------------------------------------------------ |
| 43                                                           | 2015年 4月5日                                                | 田島、田中菜、松岡菜、植木 田中優、冨吉、本村                                | 福岡県立八幡工業高等学校                                                     | 松岡菜、本村                                                 | gobozon                                                      |
| 44                                                           | 4月12日                                                      | 田島、田中菜、松岡菜、植木 後藤、村重、本村                                  | 福岡県立小倉商業高等学校                                                     | 神志那、駒田                                                 | 嘘つき                                                       |
| 45                                                           | 4月19日                                                      | 神志那、駒田、田中菜、後藤 田中優、冨吉、渕上                                | 福岡パルコ                                                                   | 神志那 田中菜                                                | 12秒動画                                                     |
| 46                                                           | 4月26日                                                      | 田島、松岡菜、植木、後藤 田中優、冨吉、村重                                  | 学校法人中村学園 中村学園三陽高等学校                                        | 後藤、冨吉                                                   | gobozon                                                      |
| 47                                                           | 5月3日                                                       | 駒田、田中菜、田中美 若田部、後藤、冨吉、荒巻                                | 株式会社 友桝飲料                                                            | 若田部、後藤                                                 | 12秒動画                                                     |
| 48                                                           | 5月10日                                                      | 田中菜、田島、松岡菜、矢吹 植木、本村、森保                                  | 福岡県立太宰府高等学校                                                       | 冨吉、渕上                                                   | 12秒動画                                                     |
| 49                                                           | 5月17日                                                      | 田中菜、田中美、矢吹、植木 朝長、本村、森保                                  | 天神コア                                                                     | 神志那、冨吉                                                 | gobozon                                                      |
| 50                                                           | 5月24日                                                      | 駒田、坂口、田中菜、若田部 後藤、田中優、冨吉                                | 学校法人東福岡学園 東福岡高等学校                                            | 駒田、後藤                                                   | 12秒動画                                                     |
| 51                                                           | 5月31日                                                      | 特別編 AKB総選挙が福岡にやってくる??SP 選抜総選挙を48枚のポスターを貼ってPR! | 特別編 AKB総選挙が福岡にやってくる??SP 選抜総選挙を48枚のポスターを貼ってPR! | 穴井、植木                                                   | -                                                            |
| 52                                                           | 6月7日                                                       | 秋吉、駒田、坂口、田中菜 後藤、冨吉、渕上                                    | 学校法人嶋田学園 飯塚高等学校                                                | 穴井、植木                                                   | gobozon                                                      |
| 53                                                           | 6月14日                                                      | 田中菜、松岡菜、植木、多田 朝長、村重、本村                                  | 学校法人不知火学園 誠修高等学校                                              | 田島、村重                                                   | 12秒動画                                                     |
| 54                                                           | 6月21日                                                      | 穴井、松岡菜、植木、多田 朝長、村重、本村                                    | キャナルシティ博多                                                           | 兒玉、植木                                                   | gobozon                                                      |
| 55                                                           | 6月28日                                                      | 駒田、田中菜、植木、多田 冨吉、村重、本村                                    | 福岡県立福岡魁誠高等学校                                                     | 多田、朝長                                                   | 12秒動画                                                     |
| 56                                                           | 7月5日                                                       | 秋吉、田中菜、植木、多田 冨吉、村重、本村                                    | 無印良品 天神大名店                                                          | 冨吉、渕上                                                   | gobozon                                                      |
| 57                                                           | 7月12日                                                      | 兒玉、田島、田中菜、田中美 松岡菜、矢吹、朝長                                | 学校法人東海大学 東海大学付属第五高等学校                                    | 下野、村重                                                   | gobozon                                                      |
| 58                                                           | 7月19日                                                      | 兒玉、坂口、田島、松岡菜 矢吹、若田部、朝長                                  | 学校法人若松学園 高稜高等学校                                                | 坂口、若田部                                                 | -                                                            |
| 59                                                           | 8月2日                                                       | 穴井、田中菜、多田、後藤 冨吉、朝長、村重                                    | 福岡県公立古賀竟成館高等学校                                                 | 神志那、冨吉                                                 | gobozon                                                      |
| 60                                                           | 8月9日                                                       | 穴井、多田、後藤、冨吉 朝長、村重、荒巻                                      | マリンワールド海の中道                                                       | 植木、村重                                                   | 12秒動画                                                     |
| 61                                                           | 8月16日                                                      | 穴井、兒玉、田中菜、松岡菜 植木、本村、森保                                  | 学校法人西日本短期大学 西日本短期大学附属高等学校                            | 駒田、後藤                                                   | gobozon                                                      |
| 62                                                           | 8月23日                                                      | 田中菜、田中美、松岡菜 矢吹、植木、渕上、本村                                | 福岡県立香椎工業高等学校                                                     | 穴井、神志那                                                 | 12秒動画                                                     |
| 63                                                           | 8月30日                                                      | 田中菜、田中美、松岡菜 矢吹、植木、渕上、本村                                | 2015 夏の青春スペシャル                                                      | 2015 夏の青春スペシャル                                      | -                                                            |
| 64                                                           | 9月6日                                                       | 梅本、田島、田中菜、松岡菜 植木、朝長、本村                                  | 筒井時正玩具花火製造所株式会社                                               | 坂口、田中美 矢吹                                            | gobozon                                                      |
| 65                                                           | 9月13日                                                      | 穴井、兒玉、田中菜、松岡菜 植木、朝長、本村                                  | 株式会社スターフライヤー                                                     | 田中菜、冨吉                                                 | 12秒動画                                                     |
| 66                                                           | 9月20日                                                      | 兒玉、植木、多田、熊沢 宮脇、村重、本村                                      | 株式会社プレナス                                                             | 秋吉、朝長                                                   | gobozon                                                      |
| 67                                                           | 9月27日                                                      | 兒玉、植木、多田、下野 宮脇、村重、本村                                      | IKEA福岡新宮店                                                               | 後藤、冨吉                                                   | gobozon                                                      |

| 2015年10月4日 - （日曜放送分 － リニューアル後） | 2015年10月4日 - （日曜放送分 － リニューアル後） | 2015年10月4日 - （日曜放送分 － リニューアル後） | 2015年10月4日 - （日曜放送分 － リニューアル後） | 2015年10月4日 - （日曜放送分 － リニューアル後） |
| 回                                               | 放送日                                           | 九州 愛されセンター決めちゃってん！ 訪問メンバー | 訪問地                                           | 備考                                             |
| ------------------------------------------------ | ------------------------------------------------ | ------------------------------------------------ | ------------------------------------------------ | ------------------------------------------------ |
| 68                                               | 2015年 10月4日                                   | 穴井、植木                                       | 福岡県糸島市                                     |                                                  |
| 68                                               | 2015年 10月4日                                   | 斉藤優特別企画「学校のアイドルハンター」         | 斉藤優特別企画「学校のアイドルハンター」         | 特別出演：指原                                   |
| 69                                               | 10月11日                                         | 冨吉、渕上、宮脇、本村                           | 福岡県宗像市                                     |                                                  |
| 70                                               | 10月18日                                         | 梅本、駒田、坂口、田島                           | 福岡県うきは市                                   |                                                  |
| 71                                               | 10月25日                                         | 多田、朝長、本村                                 | 福岡県北九州市門司区                             |                                                  |
| 72                                               | 11月1日                                          | 井上、植木、村重、栗原                           | 佐賀県唐津市                                     |                                                  |
| 73                                               | 11月8日                                          | 岡本、植木、冨吉、山下                           | 福岡県太宰府市                                   |                                                  |
| 74                                               | 11月15日                                         | 井上、松岡菜、山田、朝長                         | 福岡県久留米市                                   |                                                  |
| 75                                               | 11月22日                                         | 兒玉、植木、下野、森保                           | 福岡県大牟田市                                   |                                                  |
| 76                                               | 11月29日                                         | 神志那、岩花、植木、冨吉                         | 福岡県朝倉市                                     |                                                  |
| 77                                               | 12月6日                                          | 植木、渕上、村重、本村                           | 福岡県直方市                                     |                                                  |
| 78                                               | 12月13日                                         | 坂口、山本、宮脇、村重                           | 福岡県飯塚市                                     |                                                  |
| 79                                               | 12月20日                                         | 2015年名場面集!                                  | 2015年名場面集!                                  |                                                  |
| 80                                               | 2016年 1月10日                                   | 穴井、井上、植木、村重                           | 福岡県福岡市東区                                 |                                                  |
| 81                                               | 1月17日                                          | 植木、冨吉、本村、松岡は                         | 福岡県小郡市                                     |                                                  |
| 82                                               | 1月24日                                          | 秋吉、兒玉、田中菜、植木                         | 福岡県筑紫野市                                   |                                                  |
| 83                                               | 2月7日                                           | 松岡菜、植木、岡田、渕上                         | 福岡県筑紫郡那珂川町                             |                                                  |
| 84                                               | 2月21日                                          | 駒田、植木、松岡は、村川                         | 福岡県北九州市小倉南区                           |                                                  |
| 85                                               | 2月28日                                          | 今田、植木、村重、冨吉                           | 福岡県春日市                                     |                                                  |
| 86                                               | 3月6日                                           | 植木、多田、村重、松岡は                         | 福岡県糟屋郡篠栗町                               |                                                  |
| 87                                               | 3月13日                                          | 神志那、坂口、松岡菜、冨吉                       | 福岡県大野城市                                   |                                                  |
| 88                                               | 3月20日                                          | 穴井、坂口、田島、若田部                         | 福岡県福岡市早良区                               |                                                  |
| 89                                               | 3月27日                                          | 田中菜、植木、森保、村重                         | 福岡県柳川市                                     |                                                  |

### 放送休止
- 2014年8月2日 - 「テレ西夏祭り2014 コドモの笑顔に、会いにいく。」放送のため。
- 2014年12月27日 - 「ゴリパラ見聞録 傑作選【DVD第2弾発売記念!傑作選】」放送のため。
- 2015年1月3日 - 新春ドラマスペシャル「謎解きはディナーのあとで スペシャル」放送のため。
- 2015年7月26日 - 「FNS27時間テレビ2015  めちゃ²ピンチってるッ! 本気になれなきゃテレビじゃないじゃ〜ん!!」放送のため。
- 2015年12月27日 - 「2015Mr.サンデー傑作選(福岡編)」放送のため。
- 2016年1月3日 - 「マルコポロリ!正月SP」放送のため。
- 2016年1月31日 - 「Nittoスポーツスペシャル 第35回大阪国際女子マラソン兼リオデジャネイロオリンピック代表選手選考競技会」放送のため。
- 2016年2月14日 - 「第54回延岡西日本マラソン」放送のため。

## 主題歌
- エンディング
  - 桜、みんなで食べた（2014年5月24日 - 9月13日、2016年3月27日）
  - 控えめI love you !（2014年9月20日 - 11月15日、2015年1月24日 - 2月28日）
  - 希望的リフレイン（2014年11月22日 - 2015年1月17日）
  - 大人列車（2015年3月7日 - 3月21日）
  - 12秒（2015年3月28日 - 9月20日、10月4日 - 11月8日）
  - しぇからしか!（2015年11月15日 - 2016年3月20日）